# Donte Deayon
Donte Deayon (Rialto, 28 gennaio 1994) è un giocatore di football americano statunitense che milita nel ruolo di cornerback per i Los Angeles Rams della National Football League (NFL).

## Carriera

### New York Giants
Deayon firmò con i New York Giants dopo non essere stato scelto nel Draft NFL 2016. Fu svincolato il 3 settembre 2016 e rifirmò con la squadra di allenamento il giorno successivo. Fu svincolato il 3 ottobre 2016. Il 9 gennaio 2017 firmò un nuovo contratto.
Il 2 settembre 2017 Deayon fu svincolato dai Giants e firmò con la squadra di allenamento il giorno successivo. Fu promosso nel roster attivo il 12 ottobre 2017. Fu inserito in lista infortunati il 27 novembre 2017 dopo una frattura all'avambraccio.
Il 16 ottobre 2018, Deayon fu svincolato dai Giants per fare spazio al wide receiver Bennie Fowler.

### Los Angeles Rams
Il 12 dicembre 2018 Deayon firmò con la squadra di allenamento dei Los Angeles Rams. Nel 2021 disputò un nuovo massimo personale di 10 partite, inclusa la prima come titolare, e a fine stagione vinse il Super Bowl LVI contro i Cincinnati Bengals pur non scendendo in campo.

## Palmarès
- Super Bowl : 1

Los Angeles Rams: LVI
- National Football Conference Championship: 1

Los Angeles Rams: 2021